# Ramar of the Jungle
Ramar of the Jungle è una serie televisiva statunitense in 52 episodi trasmessi per la prima volta nel corso di 2 stagioni dal 1953 al 1954.
È una serie d'avventura incentrata sulle vicende del dottor Tom Reynolds (alias Ramar, interpretato da Jon Hall) e del professore Howard Ogden (Ray Montgomery), il suo compagno di viaggio, in varie avventure in Africa e in India. Diversi episodi furono combinati e redistribuiti al cinema o alla televisione come lungometraggi.

## Personaggi e interpreti

### Personaggi principali
- Dottor Tom 'Ramar' Reynolds (52 episodi, 1953-1954), interpretato da Jon Hall.
- Professor Howard Ogden (45 episodi, 1953-1954), interpretato da Ray Montgomery.
- Willy-Willy (21 episodi, 1953), interpretato da Nick Stewart.

### Personaggi secondari
- Charlie (12 episodi, 1953-1954), interpretato da James Fairfax.
- Zahir (12 episodi, 1953-1954), interpretato da Victor Millan.
- Trudy Van Dyne (7 episodi, 1953-1954), interpretata da M'liss McClure.
- Peter Van Dyne (6 episodi, 1953-1954), interpretato da Ludwig Stössel.
- Chaba (5 episodi, 1953-1954), interpretato da Joel Fluellen.
- Carl Hasick (4 episodi, 1953), interpretato da William Tannen.
- Chief Matuma (4 episodi, 1953), interpretato da Morris Buchanan.
- Chief Bolla (4 episodi, 1953-1954), interpretato da Emmett Smith.
- Crisandi (3 episodi, 1953-1954), interpretato da Edgar Barrier.
- Dottor Arlington (3 episodi, 1953-1954), interpretato da Kenneth MacDonald.
- Wilkins (3 episodi, 1953-1954), interpretato da Harry Woods.
- Phillip Dexter (3 episodi, 1953-1954), interpretato da James Griffith.
- Avia (3 episodi, 1953-1954), interpretato da Paul Marion.
- Bellows (3 episodi, 1953-1954), interpretato da Harry Lauter.
- The White Goddess (3 episodi, 1953), interpretata da Milicent Patrick.
- Big Boy (3 episodi, 1953), interpretato da Woody Strode.
- Matuwa (3 episodi, 1953), interpretato da James Edwards.

## Produzione
La serie fu prodotta da Rudolph C. Flothow e Harry S. Rothchild per la Arrow Productions e la Television Programs of America

### Registi
Tra i registi sono accreditati:
- Paul Landres in 13 episodi (1953-1954)
- Sam Newfield in 12 episodi (1953-1954)
- Wallace Fox in 9 episodi (1953-1954)
- Spencer Gordon Bennet in 8 episodi (1953)

### Sceneggiatori
Tra gli sceneggiatori sono accreditati:
- Sherman L. Lowe in 14 episodi (1953-1954)
- Dwight V. Babcock in 5 episodi (1953)
- Robert Pitt in 5 episodi (1953)
- Robert Raynor in 4 episodi (1953-1954)
- William Raynor in 4 episodi (1953-1954)
- Barry Shipman in 3 episodi (1953-1954)
- William Lively in 3 episodi (1953)
- Charles R. Condon in 2 episodi (1953-1954)
- Howard J. Green in 2 episodi (1953)
- Orville H. Hampton in 2 episodi (1953)
- Al Martin in 2 episodi (1954)

## Distribuzione
La serie fu trasmessa negli Stati Uniti dal 1953 al 1954 in syndication nel corso di due stagioni.

## Episodi
| Stagione         | Episodi | Prima TV USA | Prima TV Italia |
| ---------------- | ------- | ------------ | --------------- |
| Prima stagione   | 26      | 1953         | inedita         |
| Seconda stagione | 26      | 1953-1954    | inedita         |